# Mesorregión Metropolitana de São Paulo
La mesorregión Metropolitana de São Paulo es una de las quince mesorregiones del estado brasileño de São Paulo. Es formada por la unión de 45 municipios agrupados en siete microrregiones.

## Microrregiones
- Franco da Rocha
- Guarulhos
- Itapecerica da Serra
- Mogi das Cruzes
- Osasco
- Santos
- São Paulo

- Datos: Q744763